# Lali Sokolov
Lali Sokolov nato Ludwig Eisenberg (Krompachy, 28 ottobre 1916 – Melbourne, 31 ottobre 2006) è stato un imprenditore slovacco con cittadinanza australiana sopravvissuto all'Olocausto..

## Biografia
Nacque a Korompa, all'epoca situata nel Regno d'Ungheria (oggi Krompachy, in Slovacchia). Nell'aprile del 1942 fu deportato nel campo di concentramento di Auschwitz nell'ambito delle deportazioni del 1942 dalla Slovacchia. Al suo arrivo al campo gli fu tatuato il numero 32407. Inizialmente impiegato nella costruzione delle baracche del campo in espansione, si ammalò di tifo. Dopo la guarigione, fu assegnato come tatuatore (in tedesco Tätowierer) del campo all'interno del Politische Abteilung, sotto il controllo di un ufficiale delle SS.
Questa mansione, in generale, garantiva una maggiore probabilità di sopravvivere rispetto ad altri prigionieri, oltre a beneficiare di alcuni "vantaggi" come una stanza individuale, delle razioni supplementari e del tempo libero dopo il completamento degli incarichi. Durante la sua permanenza nel campo Sokolov incontrò la futura moglie Gisela "Gita" Fuhrmannova. Fu anche coinvolto nel contrabbando con gli altri prigionieri, con gli ufficiali delle SS e con la popolazione locale.
Il 27 gennaio 1945, otto giorni prima della liberazione di Auschwitz da parte delle truppe sovietiche, Sokolov fu trasferito nel campo di concentramento di Mauthausen, in Austria. Qui la sua identità ebraica rimase sconosciuta; quando fu denunciato come ebreo da un compagno di prigionia, riuscì a negare l'accusa e convinse altri due prigionieri a uccidere il suo traditore nell'acciaieria. Fuggì dal campo di concentramento e tornò in Slovacchia. Conoscendo solamente il nome di Gita Fuhrmannova, si recò a Bratislava, il principale punto di ingresso per i sopravvissuti rimpatriati, per cercarla. La coppia si sposò nel 1945, poi lui cambiò il suo cognome da Eisenberg al russo Sokolov e aprì una fabbrica a Bratislava. Durante questo periodo fu coinvolto nella raccolta fondi a sostegno della costituzione dello Stato di Israele, attività che gli costò l'arresto da parte delle autorità comuniste cecoslovacche, oltre che al sequestro della sua fabbrica per via della politica di nazionalizzazione delle industrie.
Una volta rilasciato, nel 1948 Sokolov emigrò con la moglie in Australia. La coppia si stabilì a Melbourne e avviò un'attività nel settore dell'abbigliamento. L'unico figlio dei coniugi Sokolov, Gary, nacque nel 1961. Sebbene Gita tornasse più volte in Europa, Lali non vi fece mai più ritorno. Dopo la morte di Gita avvenuta nel 2003, Sokolov si sentì finalmente libero di rivelare la sua esperienza vissuta in tempo di guerra, in quanto sino ad allora aveva temuto di essere considerato un collaborazionista. Morì nel 2006.

## Nella cultura di massa
Nel 2006 la giornalista Heather Morris raccolse una serie di interviste nell'opera The Tattooist of Auschwitz nel 2018. Il libro, presentato come una fiction storica, suscitò alcune polemiche a causa delle discrepanze con la realtà storica e della rappresentazione agiografica della vita di Sokolov.
Il 2 maggio 2024 è stata distribuita Il tatuatore di Auschwitz, una miniserie televisiva basata sul libro di Heather Morris, con Harvey Keitel nel ruolo dell'anziano Lali Sokolov, Jonah Hauer-King nel ruolo del giovane Lali Sokolov e Anna Próchniak nel ruolo di Gita.